# رن مین
رن مین (چینی: 任敏؛ زادهٔ ۱۷ دسامبر ۱۹۹۹) بازیگر اهل چین است. او نخستین بار با ایفای نقش در فیلم Cry Me a Sad River‏ (۲۰۱۸) مورد توجه قرار گرفت. رن بیشتر برای نقش‌آفرینی در مجموعه‌های تلویزیونی سرود شادی آرام (۲۰۲۰)، طولانی‌ترین وعده (۲۰۲۳) و ظهور نینگ (۲۰۲۴) شناخته می‌شود.

## فیلم‌شناسی

### فیلم
| سال  | عنوان              | نقش       | منابع |
| ---- | ------------------ | --------- | ----- |
| ۲۰۱۸ | Cry Me a Sad River | یی یائو   |       |
| ۲۰۲۲ | ده سال دوست داشتنت | ون هنگ    |       |
| ۲۰۲۲ | با همن بمان        | ژائو یی‌یی |       |
| ۲۰۲۴ | اداره ۷۴۹          | یان یان   | [ ۱ ] |

### مجموعه تلویزیونی
| سال  | عنوان                | نقش                         | توضیحات      | منابع       |
| ---- | -------------------- | --------------------------- | ------------ | ----------- |
| ۲۰۲۰ | سرود شادی آرام       | ژائو هویرو / شاهدخت فو کانگ |              | [ ۲ ]       |
| ۲۰۲۰ | قهرمانان در مسیر خطر | یو لینا                     |              | [ ۳ ]       |
| ۲۰۲۱ | دختر بهتری بودن      | روان منگ                    |              |             |
| ۲۰۲۲ | هرگز پیر نشو         | تان شین                     |              | [ ۴ ]       |
| ۲۰۲۳ | پرتوی شب             | رن ژن                       |              | [ ۵ ]       |
| ۲۰۲۳ | طولانی‌ترین وعده      | ژو یان                      |              | [ ۶ ] [ ۷ ] |
| ۲۰۲۳ | خون نترس             | یین ژی                      |              | [ ۸ ]       |
| ۲۰۲۳ | مبارز تنها           | وانگ میائومیائو             |              | [ ۹ ]       |
| ۲۰۲۴ | افسانه گربه سفید     | شانگ‌گوان چین                | حضور افتخاری | [ ۱۰ ]      |
| ۲۰۲۴ | پنج پادشاه راهزنان   | شویی یائو اِر                |              | [ ۱۱ ]      |
| ۲۰۲۴ | ستاره‌های دنباله‌دار   | لو مین‌مین                   |              | [ ۱۲ ]      |
| ۲۰۲۴ | ظهور نینگ            | لو یینینگ                   |              | [ ۱۰ ]      |
| ن/م  | Hold a Court Now     | چین رو                      |              | [ ۱۳ ]      |
| ن/م  | روشنی در شب          | هه شیائوهه                  |              | [ ۱۴ ]      |